# Suzanna Son
Suzanna Son (31 de octubre de 1995) es una actriz de cine, músico y modelo estadounidense conocida por el papel de Strawberry en Red Rocket. Son ha sido nominada para un premio Gotham y un premio Independent Spirit.

## Primeros años y vida personal
Son nació en Hamilton, Montana, pero creció en el estado de Washington. Asistió al Cornish College of the Arts en Seattle, donde se especializó en música clásica antes de cambiar su especialización a teatro musical. Finalmente se retiró durante su segundo año. En abril de 2023 Son se casó con su novia Ana Bedayo. 

## Carrera
En 2018, el director Sean Baker se acercó a Son fuera de una proyección de Don't Worry, He Won't Get Far on Foot de Gus Van Sant en Arclight Hollywood Cinema. Baker le pidió que hiciera una audición para su próxima película, pero no le devolvió la llamada durante dos años. La película, Red Rocket, se estrenó en 2021 y presentó a Son en el papel principal como una niña de 17 años en el sur de Texas que entabla una relación con una ex estrella porno. La película fue su primer papel principal; antes de Red Rocket, Son había aparecido en un cortometraje "subido de tono" de bajo presupuesto. Son fue nominada para un Premio Gotham a la Mejor Interpretación Revelación  y un Premio Independent Spirit a la Mejor Actriz de Reparto por el papel.
Son también lanzó varias grabaciones musicales, principalmente a subidas a su canal de YouTube. Cuando Baker descubrió que ella enseñaba piano, escribió una escena para que ella cantara una versión de balada lenta de la canción de NSYNC "Bye Bye Bye". Son también interpretó una canción original en caso de que no pudieran obtener los derechos de la canción, pero los cinco miembros de NSYNC aprobaron la versión. La versión de Son se lanzó en varios servicios de transmisión de música para promocionar la película.
En noviembre de 2021 Son se unió al elenco de la serie dramática de la industria musical de HBO The Idol junto a The Weeknd y Lily-Rose Depp. El 27 de abril de 2022, Deadline informó que ella era uno de los miembros del elenco que no se esperaba que regresara después de un hiato forzada, debido a un cambio en la dirección creativa del programa, aun así Son apareció en el avance oficial lanzado el 21 de agosto., 2022. El 1 de marzo de 2023, Rolling Stone informó que Son permaneció en el elenco a pesar de la revisión de la serie.